# Хуфнагель, Тибор
Тибор Хуфнагель (венг. Tibor Hufnágel; 18 марта 1991, Будапешт) — венгерский гребец-байдарочник, выступает за сборную Венгрии по гребле на байдарках и каноэ начиная с 2016 года. Серебряный призёр чемпионата Европы, участник летних Олимпийских игр в Рио-де-Жанейро, победитель многих регат национального и международного значения.

## Биография
Тибор Хуфнагель родился 18 марта 1991 года в Будапеште. Активно заниматься греблей начал в возрасте десяти лет, тренировался вместе с братом-каноистом, но затем принял решение пересесть в байдарку.
Впервые заявил о себе ещё в 2009 году, выиграв две серебряные медали на юношеском европейском первенстве в Москве — в одиночках на тысяче метрах и в двойках на пятистах. В 2013 году добавил в послужной список золото, полученное на молодёжном чемпионате мира в Велланде в километровой дисциплине байдарок-двоек, а год спустя на аналогичных соревнованиях в Сегеде повторил это достижение.
Первого серьёзного успеха на взрослом международном уровне добился в сезоне 2016 года, когда вошёл в основной состав венгерской национальной сборной и побывал на чемпионате Европы в Москве, откуда привёз награду серебряного достоинства, выигранную вместе с напарником Бенце Домбвари в зачёте двухместных байдарок на дистанции 1000 метров — в финале на финише их обошёл только немецкий экипаж Макса Хоффа и Маркуса Гросса.

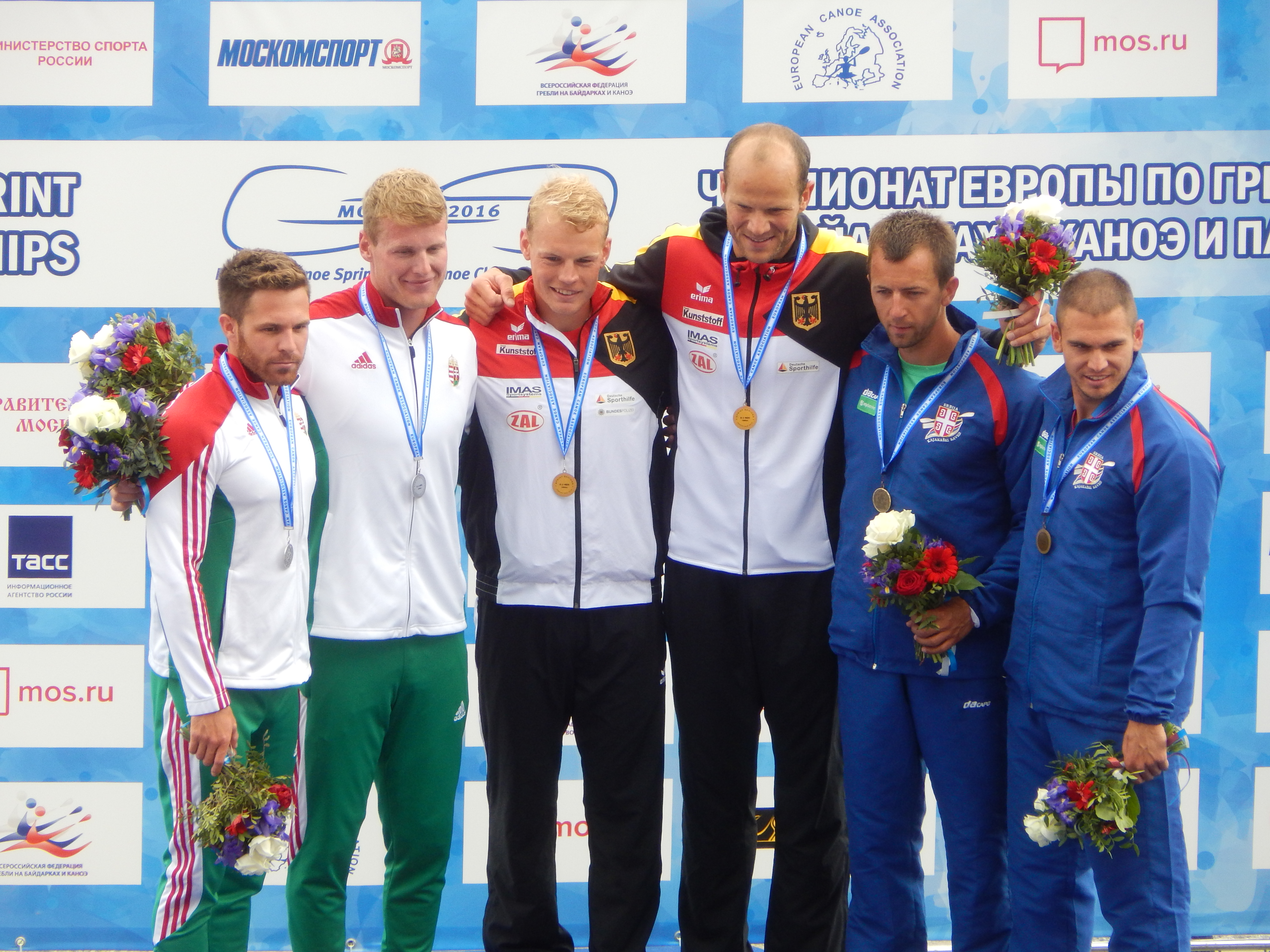
Тибор выиграл серебро на чемпионате Европы 2016 в Москве

Благодаря череде удачных выступлений удостоился права защищать честь страны на летних Олимпийских играх в Рио-де-Жанейро. В составе четырёхместного экипажа, куда также вошли гребцы Тамаш Шоморац, Беньямин Цеинер и Аттила Куглер, стартовал в программе 1000 метров — они благополучно квалифицировались на предварительном этапе, но затем на стадии полуфиналов пришли к финишу лишь пятыми и попали тем самым в утешительный финал «Б», где впоследствии заняли третье место. Таким образом, в итоговом протоколе соревнований Хуфнагель расположился на одиннадцатой позиции. В двойках на тысяче метрах в паре с Цеинером сумел пробиться в главный финал «А» и там показал на финише седьмой результат.